# Твалуети
Твалуети (груз. თვალუეთი) — село в Грузии, на территории Чиатурского муниципалитета края (мхаре) Имеретия.

## География
Село находится на западе центральной части Грузии, на левом берегу реки Садзалихеви, на расстоянии приблизительно 6 километров (по прямой) к юго-юго-западу от города Чиатура, административного центра муниципалитета. Абсолютная высота — 614 метров над уровнем моря.

## Население
По результатам официальной переписи населения 2014 года, в Твалуети проживало 255 человек (131 мужчина и 124 женщины). В национальной структуре населения грузины составляли 100 %.
| Год  | Население, человек |
| ---- | ------------------ |
| 2002 | 431                |
| 2014 | ↘ 255              |